# Nicholas Windsor
Nicholas Windsor   (University College Hospital, 25 de juliol de 1970), Lord Nicholas Windsor (Nicholas Charles Edward Jonathan Windsor) és el fill menor del duc i de la duquessa de Kent, besnet del rei Jordi V i nebot en segon grau de la reina Isabel II.

## Primers anys
Lord Nicholas Windsor va néixer el 1970 al King 's College Hospital, Londres, sent el primer membre de la Família Reial Britànica a néixer en un hospital. Se li va titular com a fill menor d'un duc, des del seu naixement, com tots els besnets d'un sobirà britànic per línia paterna. Té un germà gran, el comte de St. Andrews, i una germana, Helen Taylor. Va ser batejat l'11 de setembre de 1970 en el Castell de Windsor. Els seus padrins van ser Carles, Príncep de Gal·les i Donald Coggan, en aquest moment Arquebisbe de York i després Arquebisbe de Canterbury.
Lord Nicholas va estudiar a Westminster School i a Harrow School. Més tard assistiria a Harris Manchester College, Oxford, on estudiaria Teologia.

## Religió
En una cerimònia privada, al 2001, va ser rebut a l'Església catòlica i, per tant, perdre el seu dret a la successió al Tron. L'Acta d'Establiment exclou de la successió a catòlics passats o presents, i aquells que es casin amb catòlics. El 2001, Lord Nicolau es convertiria en el primer home de sang reial a convertir-se al catolicisme des que Carles II ho fes en el seu llit de mort en 1685. Un nombre de membres del Parlament va felicitar Lord Nicolau pel seu matrimoni el 2006 com "el primer matrimoni públic i legal dins dels ritus de l'Església Catòlica Romana d'un membre de la Família Reial des del matrimoni de la reina Maria i Felip II d'Espanya en 1554" i, posteriorment, van presentar un Early Day Motion per felicitar el baptisme del seu primer fill Albert assenyalant "que va ser el primer membre de la Família Reial a ser batejat com a catòlic des de 1688 amb l'anomenada Revolució Gloriosa quan Jacob II va ser expulsat de la Corona i del país a causa del baptisme del seu fill, el vell Pretendent".
El 14 de juliol de 2011, es va convertir en vicepresident Honorari de l'Ordinariat Personal de la nostra Senyora de Walsingham, que acull anglicans conversos al catolicisme.

## Matrimoni i descendència
Lord Nicholas Windsor va conèixer a la seva futura esposa, Paola Doimi de Lupis, en una festa a Nova York el 1999 per celebrar el Mil·lenni. Es va comprometre amb Paola Doimi de Lupis de Frankopan el juliol del 2006. Es van casar el 4 de novembre de 2006 a l'Església de Sant Esteve dels abissinis a la Ciutat del Vaticà, després d'una cerimònia civil el 19 d'octubre de 2006 en una oficina de registre a Londres, convertint-se en Lady Nicolau Windsor. Aquesta va ser la primera vegada que un membre de la Família Reial Britànica es va casar a la Ciutat del Vaticà. Com ho requereix l'Acta de Matrimonis Reals de 1772, el Consell Privat del Regne Unit va donar el consentiment per al matrimoni.
El seu primer fill, Albert Louis Philip Edward Windsor, va néixer el 22 de setembre de 2007 a l'Hospital de Chelsea i Westminster, Londres. El jove Windsor és el primer a portar el nom d'Albert des del rei Jordi VI, però la parella ha expressat que va ser anomenat Albert en honor de Sant Albert Magne, segons alguns informes, mentre que el seu segon nom, Felip, li va ser posat en honor de Sant Felip Neri. Els noms de Lluís i Eduard els van ser posats en honor dels seus avis matern i patern, respectivament. El seu segon fill, Leopold Ernest Augustus Guelph Windsor, va néixer el 8 de setembre de 2009 al mateix hospital. Un tercer fill, Louis Arthur Nicholas Felix Windsor, va néixer el 27 de maig de 2014. Tots els seus fills han estat batejats com a catòlics.